# Charlie Hustle: The Blueprint of a Self-Made Millionaire
Charlie Hustle: The Blueprint of a Self-Made Millionaire — п'ятий студійний альбом американського репера E-40, виданий 9 листопада 1999 р. лейблами Jive Records та Sick Wid It Records. Виконавчий продюсер: E-40. Реліз посів 2-гу сходинку чарту Billboard Top R&B/Hip-Hop Albums та 28-ме місце Billboard 200. У записі альбому взяли участь B-Legit, D-Shot, Suga-T, C-Bo, Fat Joe, Celly Cel, Levitti, The Mossie, Juvenile та ін.
«Earl, That's Yo Life/L.I.Q.» видали синглом 20 квітня 1999 р., а «Big Ballin' with My Homies» — 18 серпня 1999 р. На обидві пісні зняли відеокліпи. Трек «Ballaholic» використали як семпл на «I'm Laced» з платівки The Block Brochure: Welcome to the Soil 2 (2012).

## Список пісень
1. «L.I.Q.»
2. «Ballaholic»
3. «'Cause I Can» (з участю Jayo Felony та C-Bo)
4. «Get Breaded» (з участю Sauce Money та Fat Joe)
5. «Look at Me» (з участю Lil Wayne, Baby, Juvenile та B.G.)
6. «Duckin' & Dodgin'»
7. «Fuckin' They Nose» (з участю The Click та Bosko)
8. «Seasoned» (з участю Otis & Shug)
9. «Earl, That's Yo' Life» (з участю Otis & Shug та Too Short)
10. «Rules & Regulations»
11. «Borrow Yo' Broad» (з участю B-Legit)
12. «Do What You Know Good» (з участю Levitti)
13. «Mouthpiece»
14. «Big Ballin' with My Homies»
15. «Ghetto Celebrity» (з участю Suga-T)
16. «Gangsterous» (з участю D-Shot та The Mossie)
17. «Brownie Points» (з участю A-1)

Незазначені виконавці
- Kaveo на «Ballaholic» та «Rules & Regulations».
- The Mossie, Mr. Kain і Suga-T на «Duckin & Dodgin'».
- Mr. Kain на «Fuckin' They Nose».
- Big Omeezy й The Mossie на «Borrow Ya Board».
- The Mossie на «Big Ballin' with My Homies».
- Celly Cel на «Ghetto Celebrity».

## Семпли
«Seasoned»
- «Reasons» у вик. Earth, Wind & Fire

«Big Ballin' wit My Homies»
- «Posse on Broadway» у вик. Sir Mix-a-Lot

«Earl That's Yo Life»
- «Girl (Cocaine)» у вик. Too Short

«Look at Me»
- «Everlasting Bass» у вик. Rodney O & Joe Cooley

## Чартові позиції
| Чарт (1999)                         | Найвища позиція |
| ----------------------------------- | --------------- |
| US Billboard 200                    | 28              |
| US Billboard Top R&B/Hip-Hop Albums | 2               |